# 기원전 35년

## 연호
- 전한(前漢) 건소(建昭) 4년

## 기년
- 전한(前漢) 원제(元帝) 14년
- 신라(新羅) 혁거세 거서간(赫居世居西干) 23년
- 고구려(高句麗) 동명성왕(東明聖王) 3년